# Ferrocarril de la península de Eyre
El ferrocarril de la península de Eyre, también llamado en idioma inglés Australian Southern Railway, es una red ferroviaria de vía estrecha, construida a principios del siglo XX, con una trocha de 1,067 mm. Está ubicado en la península de Eyre, estado de Australia Meridional. Tiene la particularidad, de encontrarse aislado del resto de la red ferroviaria de Australia.

## Historia
El desarrollo del ferrocarril, tuvo como objetivo facilitar el transporte de la producción agrícola y mineral (fundamentalmente trigo y yeso) en la península de Eyre. La mayoría de las exportaciones de la región, se canalizan a través del puerto de aguas profundas, ubicado en Port Lincoln.
Las obras comenzaron en 1907 desde Port Lincoln y finalizaron en 1926.
La red fue privatizada en 1997 y quedó a cargo de la Australian Southern Railway. La empresa no realizó ningún programa de modernización significativo, y en 2012 operaba las locomotoras más antiguas en servicio activo de Australia.

## Descripción de la red

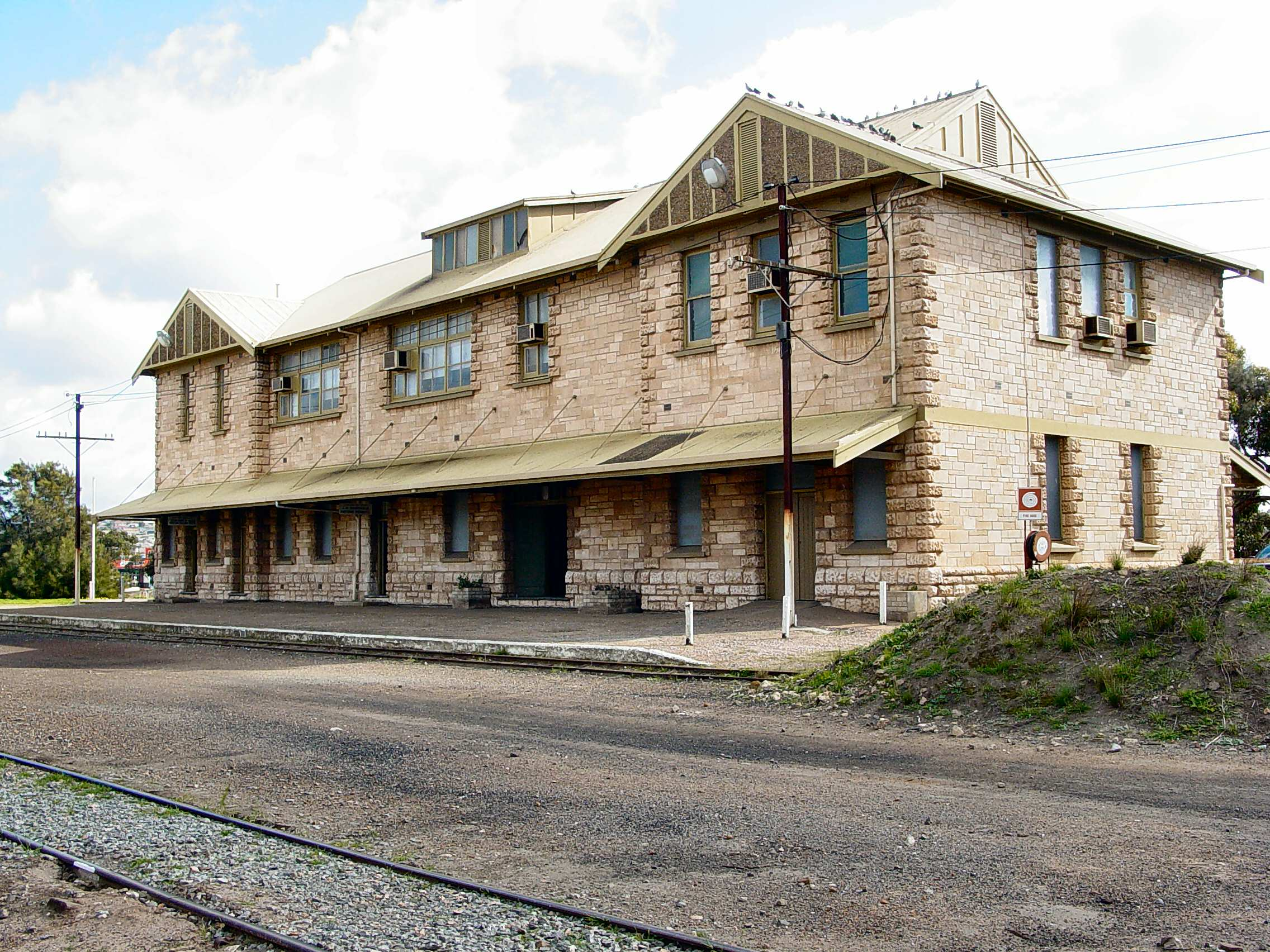
Estación del ferrocarril en Port Lincoln.

El ferrocarril contó desde sus comienzos con material técnico muy precario. Las vías estaban construidas con rieles livianos que, en el mejor de los casos, llegaban a los 24,8 kg/m, mientras que el ramal a Kapinnie contaba con rieles de tan solo 17,4 kg/m. Las vías estaban asentadas directamente sobre tierra, sin una capa de balasto, lo que sumado a la fragilidad del material, resultaba en limitaciones de velocidad de 15 km/h.
El gobierno del estado de Australia Meridional decidió invertir en la modernización del ferrocarril en 1966, ante las perspectivas de crecimiento de la producción agrícola y minera, las dos grandes generadoras de tráfico para el ferrocarril.

### Restricciones técnicas
En un reporte, enviado por la empresa operadora del ferrocarril, a las autoridades del área de transporte del gobierno de Australia, se informó que, ante el deterioro de la infraestructura, el ferrocarril ha respondido alternativamente con disminución de la carga máxima por eje, o bien, con la disminución de las velocidades de circulación. A las falencias en la infraestructura, se suman los defectos del material rodante. Los vagones tienen poca capacidad de carga y la falta de estandarización incrementa los costos de explotación.

#### Temperatura
Cuando las temperaturas exceden los 36 grados celsius durante el día, en especial durante los meses de veranos, los trenes cargados circulan solamente en horario nocturno. Esto es consecuencia del mal estado de la infraestructura. Los rieles se dilatan y deforman con el calor.

#### Velocidad
La velocidad máxima de la línea en 2010 era de 50 km/h. Sin embargo, son pocos los tramos donde esa velocidad pueden alcanzar esa velocidad. En la mayoría de los tramos se circula a velocidades de entre 20 y 30 km/h.

## Proyectos de modernización

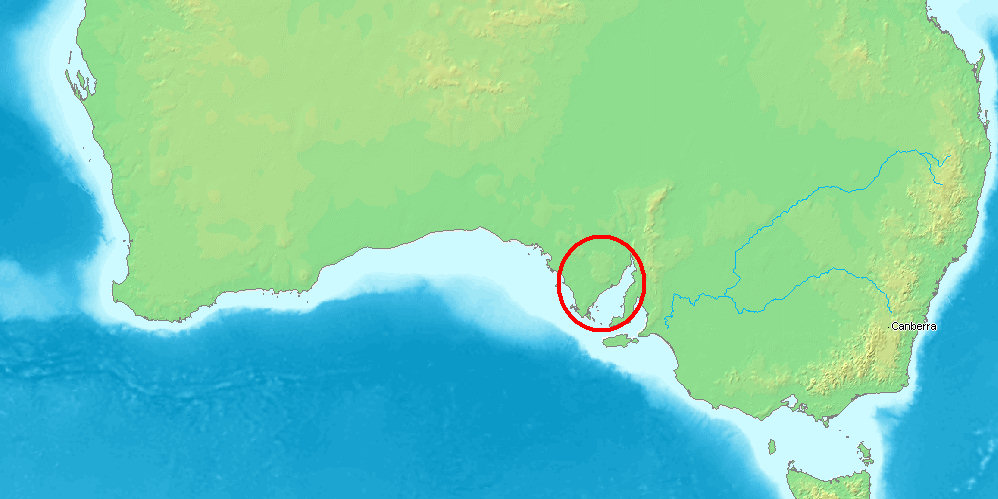
área de influencia del ferrocarril.

La península alberga un billón de toneladas de hierro. Los planes para explotar estos yacimientos contemplan la modernización del ferrocarril y la construcción de un ramal de 24 kilómetros hasta un nuevo puerto proyectado al sur de Port Lincoln.